# Lilla Yxagylet
Lilla Yxagylet är en sjö i Karlshamns kommun i Blekinge och ingår i Bräkneån-Mieåns kustområde.